# Carl Fredrik Reuterdahl
Carl Fredrik Reuterdahl, född 25 augusti 1797 i Malmö, död 9 juni 1876 i Lund, var en svensk fabrikör och stentryckare.
Han var son till perukmakaren Bengt Fredrik Reuterdahl och Anna Kristina Asklund och far till stentryckaren Fredrik Reuterdahl samt bror till ärkebiskopen Henrik Reuterdahl. Han fick 1835 tillstånd att övertaga en kortfabrik i Malmö och 1838 anmälde han till magistraten att han önskade utvidga verksamheten med ett stentryckeri. Han fick sitt tillstånd 1844 och utförde i sin fabrik utförde marmorering, förgyllning och försilvring av papper samt tillverkning av papp. Han flyttade 1869 till Lund. Bland hans arbeten märks litograferade kopior av Ulrik Thersners Fordna och närvarande Sverige samt litografier av Kullens fyr i Skåne. Reuterdahl är representerad vid bland annat Nationalmuseum, Stockholm.